# Institut du Bon Pasteur
Das Institut du Bon Pasteur („Institut vom Guten Hirten“) ist eine im Jahr 2006 gegründete katholische, altritualistische Gesellschaft apostolischen Lebens päpstlichen Rechts, die hauptsächlich in Frankreich vertreten ist. Ihr Generalhaus befindet sich seit 2014 in Courtalain im Bistum Chartres.

## Das Institut
Das Institut wurde durch die päpstliche Kommission „Ecclesia Dei“ am 8. September 2006 auf zunächst fünf Jahre ad experimentum errichtet. Am gleichen Tag bestätigte Kardinal Darío Castrillón Hoyos, Präfekt der Kongregation für den Klerus, im Namen des Heiligen Stuhles die Statuten des Instituts. Die Gründergeneration  besteht aus ehemaligen Mitgliedern der Priesterbruderschaft St. Pius X., die sich unter anderem aufgrund der kirchenrechtlich irregulären Situation der Bruderschaft und der von ihr durchgeführten unerlaubten Priesterweihen von dieser getrennt hatten. Hauptgründer und langjähriger Generaloberer war der durch antisemitische Verschwörungstheorien und Holocaustleugnung in Erscheinung getretene Le-Pen-Anhänger Abbé Philippe Laguérie. Zuvor war Laguérie am 10. September 2004 wegen kritischer Äußerungen vom Generaloberen Bernard Fellay aus der Priesterbruderschaft ausgeschlossen worden. Die im katholischen Traditionalismus beheimateten Angehörigen der neuen Gemeinschaft haben sich zur Treue gegenüber dem „unfehlbaren Lehramt der Kirche“, d. h. dem römischen Papst und den ökumenischen Konzilien, verpflichtet, tragen jedoch „ernsthafte und konstruktive Kritik“ an den Entscheidungen des Zweiten Vatikanischen Konzils und deren Umsetzung vor. In internen Angelegenheiten untersteht das Institut dem Heiligen Stuhl, in Fragen der Seelsorge dem jeweils zuständigen Diözesanbischof. Zweck des Instituts ist die Seelsorge an altritualistisch gesinnten Gläubigen der römisch-katholischen Kirche.
Laut Statuten feiert die Gesellschaft als ihren Eigenritus (comme leur rite propre) ausschließlich den Römischen Ritus nach seiner im Jahr 1962, also vor der Liturgiereform des Zweiten Vatikanischen Konzils, geltenden Ordnung. Mitglieder der Gesellschaft üben keine eucharistische Konzelebration, wirken daher bei Messfeiern nach der erneuerten liturgischen Ordnung der römisch-katholischen Kirche auch außerhalb ihrer Gemeinschaft nicht in priesterlicher Funktion mit.
Ein Zentrum des Instituts war Bordeaux, wo sich von Februar 2007 bis August 2011 sein Hauptsitz befand und es an der Pfarrkirche Saint-Éloi ein eigenes Ausbildungszentrum betreibt. Als theologische Ausbildungsstätte für seine Mitglieder unterhält das Institut zudem ein eigenes Priesterseminar Saint-Vincent-de-Paul, das auf dem Besitz des Marquis de Gontaud-Biron in dem Dorf Courtalain (Département Eure-et-Loir, Diözese Chartres) errichtet wurde. Die dort ausgebildeten Kandidaten und Neupriester stammen nach Angaben des Instituts vornehmlich aus Frankreich, Spanien, Brasilien, Polen und Chile. Eine Ausbreitung des Instituts innerhalb und außerhalb Frankreichs war seit Beginn angestrebt. Das Institut ist mit dem Centre Saint-Paul in Paris präsent und unterhält Niederlassungen in fünf weiteren französischen Bistümern. Auf internationaler Ebene bestehen mittlerweile Niederlassungen in Italien, Polen, Brasilien, Kolumbien, Costa Rica, den Vereinigten Staaten, Uganda und Kenia. Niederlassungsversuche in Chile scheiterten ebenso wie zunächst in Kolumbien am Widerstand dortiger Bischöfe.
Im Jahr 2011 verlegte die fundamentalistische Priestergesellschaft ihre Zentrale von Bordeaux nach Migné-Auxances im Département Vienne, wo sich der Gründer in einem angemieteten Gehöft in dem Weiler La Rivardière einrichtete, das er aber nach etwas mehr als einem Jahr während einer schweren Führungskrise der Gemeinschaft wieder verließ. Anfang 2014 gaben die Geistlichen das Generalhaus in dem zentralfranzösischen Dorf unangekündigt wieder auf und die Leitung zog ganz in das institutseigene Seminar in Courtalain. Zu dieser Zeit gehörten dem Institut etwa 30 Priester und 40 Seminaristen an. 2020 sind nach Eigenangaben insgesamt 48 Priester des Instituts in zehn verschiedenen Ländern tätig.

## PersonalpfarreiSaint-Éloi(Bordeaux)
Die baufällige und seit 1981 nicht mehr gottesdienstlich genutzte Kirche Saint-Éloi („St. Eulogius“) in Bordeaux wurde der Stadt Bordeaux 1993 vom Erzbistum Bordeaux unentgeltlich überlassen, aber nicht profaniert. Am 28. Januar 2002 stellte der damalige Bürgermeister von Bordeaux, Alain Juppé, die Kirche dem von Philippe Laguérie, der damals noch der Piusbruderschaft angehörte, gegründeten privaten Verein „Église Saint-Éloi“ zur Verfügung, der sie auf eigene Kosten instand setzte und für altritualistische Gottesdienste nutzte. Sowohl die örtlichen Sozialisten als auch die römisch-katholische Diözese gingen gerichtlich gegen die Überlassung der Kirche an den traditionalistischen Verein vor und erhielten 2004 auch in der Berufungsinstanz Recht. Von 2004 bis 2007 hielten Laguérie und seine Anhänger die Kirche entgegen der rechtskräftigen Gerichtsentscheidung weiter ohne Rechtsgrundlage besetzt. Bei der Errichtung des Institut du Bon Pasteur am 8. September 2006 wurde ihm die Kirche ungeachtet der zivilrechtlichen Besitzverhältnisse von Papst Benedikt XVI. kirchenrechtlich als Sitz zugewiesen.
Durch Dekret vom 1. Februar 2007 errichtete der Erzbischof von Bordeaux, Kardinal Jean-Pierre Ricard, daraufhin an der Kirche Saint-Éloi eine Personalpfarrei für Katholiken, welche die vorkonziliare „Liturgie von 1962“ zu feiern begehren, und ernannte den Gründer und damaligen Generaloberen des Institut du Bon-Pasteur, Philippe Laguérie, ad experimentum auf fünf Jahre zu ihrem Pfarrer. Gleichzeitig wurde zwischen dem Erzbischof und dem Institut eine für fünf Jahre geltende, jährlich zu evaluierende Vereinbarung geschlossen, die unter anderem vorsieht, dass alle Gottesdienste dieser Personalpfarrei, insbesondere die Sakramente, nur in der Kirche Saint-Éloi gefeiert werden dürfen. Prozessionen und andere Veranstaltungen außerhalb des Kirchengebäudes bedürfen der vorherigen schriftlichen Erlaubnis des Erzbischofs.

## SchuleCours Saint-Projet
Seit 2006 betrieb das Institut du Bon Pasteur eine private Schule in Bordeaux (Cours Saint-Projet), die auf Initiative des Personenkreises um den Kirchenverein der späteren Personalpfarrei entstanden war, der sich „eine korrekte und katholische Erziehung für unsere Kinder“ wünschte. Die Schule musste laut Meldungen von Radio Vatikan im Mai 2010 auf Druck der staatlichen Schulbehörden geschlossen werden. Bereits im April 2010 hatte der französische Fernsehsender France 2 in einer Undercover-Reportage mit versteckter Kamera rechtsradikale, rassistische und antisemitische Äußerungen bis hin zur Holocaustleugnung von Lehrkräften und Schülern an der Schule enthüllt. Nachdem im Rahmen einer daraufhin eingeleiteten Überprüfung der Schule durch die Schulbehörde auch erhebliche inhaltlich-didaktische Mängel vor allem in den Bereichen Naturwissenschaften und Geschichte festgestellt worden waren, forderte die Schulbehörde die Eltern der Schüler auf, ihre Kinder an anderen Schulen anzumelden. In späteren Jahren wurde das Projekt nach eigenen Angaben von der Association d’Enseignement Populaire („Verein für Volksbildung“) als „außervertragliche katholische Privatschule“ fortgeführt. Mit Stand von 2015 wurde es von Abbé Mateusz Markiewicz, dem Almosenier des Institut du Bon Pasteur, geleitet.

## Neuwahlen der Institutsleitung seit 2012
Im Frühjahr 2012 kam es im Anschluss an eine Visitation durch den Sekretär der Päpstlichen Kommission Ecclesia Dei, Prälat Guido Pozzo, deren Ergebnisse durch Indiskretion an die Öffentlichkeit gelangten, zu Irritationen, die in katholisch-traditionalistischen Kreisen innerhalb und außerhalb des Instituts für erhebliches Aufsehen sorgten und zu Spekulationen über Spannungen und eine mögliche Spaltung des Instituts nach dessen Generalkapitel im Juli führten. Der römische Visitator hatte das Institut unter anderem aufgefordert, im Rahmen seiner theologischen Ausbildung die positive Würdigung des Zweiten Vatikanischen Konzils sicherzustellen und den Katechismus der Katholischen Kirche in der Fassung von 1997 als maßgebliches Kompendium der kirchlichen Lehre anzuerkennen. Auch sei der faktische Ausschluss der ordentlichen Messzelebration im erneuerten Ritus zu überdenken. Außerdem wurde von römischer Seite die Löschung verschiedener theologisch fragwürdiger Blogartikel von Mitgliedern des Instituts verlangt.
Besondere Brisanz hatte der Vorgang, weil er zeitgleich mit den Einigungsbemühungen der römischen Kongregation für die Glaubenslehre mit der Priesterbruderschaft St. Pius X. stattfand und von traditionalistischen Gegnern dieser Einigung als abschreckendes Beispiel dafür gewertet wurde, wie die römischen Behörden nach einer kirchenrechtlichen Regulierung des Verhältnisses auch mit der Bruderschaft verfahren könnten.
Das Generalkapitel wählte am 5. Juli 2012 in einem umstrittenen Wiederholungswahlgang eine neue Führungsspitze, die aus jüngeren Mitgliedern bestand, welche der Anpassung an die römischen Vorgaben nach internen Einschätzungen kritisch gegenüberstehen. Die Wahl von Roch Perrel zum neuen Oberen der Gemeinschaft wurde wegen kirchenrechtlicher Bedenken vom bisherigen Generaloberen Philippe Laguérie angefochten. Erzbischof Gerhard Ludwig Müller, der damals frisch ernannte Präfekt der Glaubenskongregation, gab in seiner Eigenschaft als Präsident der Päpstlichen Kommission Ecclesia Dei, der das Institut du Bon Pasteur kirchenrechtlich unterstellt war, dem Rekurs des bisherigen Generaloberen statt und verfügte am 30. Juli 2012, dass die Wahl zu wiederholen sei.
In einem Kommuniqué teilte Laguérie am 9. Oktober im Namen der Institutsleitung mit, Rom habe ihn im August und September 2012 mehrfach als vorläufig weiteramtierenden Generaloberen bestätigt und die Wahlen des Kapitels vom 3. (erster Wahlgang) und 5. Juli (umstrittene Wiederholung) annulliert. Die Neuwahl werde in einem von der Kommission Ecclesia Dei ausgerichteten Rahmen stattfinden. Laguérie warnte in diesem Zusammenhang vor Flügelkämpfen und polemischen öffentlichen Äußerungen seitens einzelner Mitglieder und forderte alle auf, das von der römischen Kurie vorgegebene Verfahren zu respektieren. „Jeder andere Weg führt in die Rebellion oder den Sedisvakantismus“, erklärte der Institutsgründer.
Mit Schreiben des Vizepräsidenten der Kommission Ecclesia Dei, Kurienerzbischof Augustine Di Noia OP, vom 15. April 2013 wurde der resignierte Abt der Benediktiner-Abtei Fontgombault, Dom Antoine Forgeot OSB, zum bevollmächtigten Kommissar (Commissaire plénipotentiaire) ernannt, der das Amt des Generaloberen des Institutes vom Guten Hirten für sechs Monate kommissarisch ausüben und die Neuwahl der Institutsleitung koordinieren und beaufsichtigen sollte. Schließlich wählte das in Fontgombault neu zusammengetretene Generalkapitel des Institut du Bon Pasteur den Institutsgründer Philippe Laguérie am 31. August 2013 für eine weitere sechsjährige Amtszeit noch einmal zum Generaloberen. Am 12. September 2013 bestätigte der Vatikan die Wahl.
Mit Ablauf der regulären Amtszeit Laguéries wählte das Generalkapitel im Jahr 2019 den Kolumbianer Luis Barrero zum neuen Generaloberen des Instituts.

## Weiblicher Zweig
Der spätere Generalobere Luis Barrero gründete 2017 aus dem Kreis der Besucherinnen seines im Dezember 2010 mit Erlaubnis des Erzbischofs von Bogotá, Rubén Darío Salazar, in Bogotá errichteten Oratoriums eine zunächst aus drei Novizinnen bestehende weibliche Gemeinschaft, die dem Institut du Bon Pasteur angeschlossen ist. Die jungen Frauen, die sich „Sühneschwestern von der Heiligen Familie“ (Esclavas Reparadoras de la Sagrada Familia) nennen, folgen einem gemischten Lebensstil aus kontemplativen Übungen und apostolischen Aktivitäten in der Mädchenpastoral und sollen perspektivisch zu einer mit dem Institut verbundenen, kirchlich anerkannten Ordensgemeinschaft herangebildet werden.